# Boiga kraepelini
Boiga kraepelini е вид змия от семейство Смокообразни (Colubridae). Видът не е застрашен от изчезване.

## Разпространение и местообитание
Разпространен е във Виетнам, Китай (Анхуей, Гансу, Гуандун, Гуанси, Гуейджоу, Джъдзян, Дзянси, Съчуан, Фудзиен, Хайнан, Хунан и Чунцин), Лаос, Провинции в КНР и Тайван.
Обитава градски и гористи местности.

## Описание
Популацията на вида е стабилна.